# スーパーリアリズム

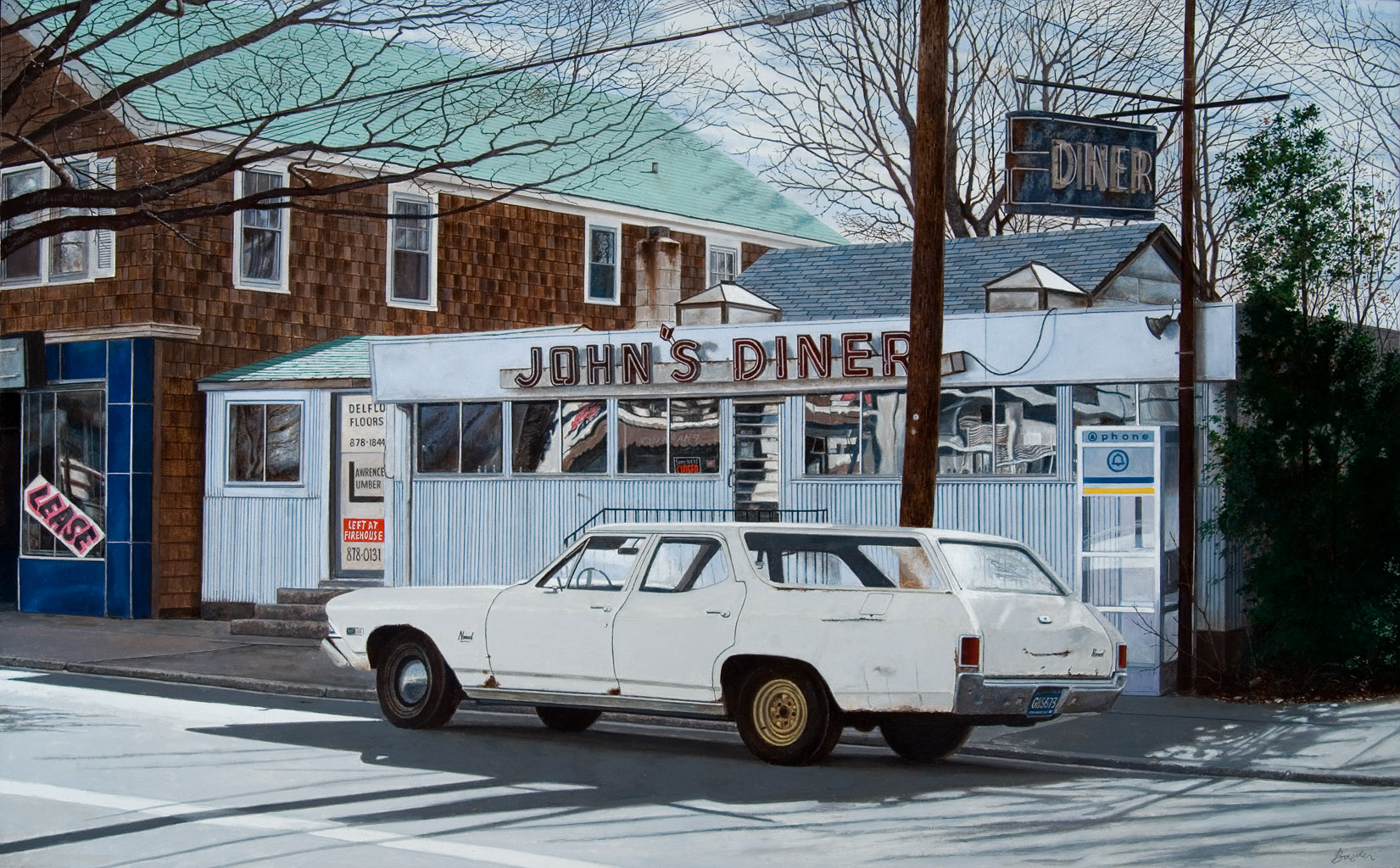
ジョン・バーダー画「John's Diner with John's Chevelle」 2007年、キャンバスに油彩、30×48インチ

スーパーリアリズム（英：Super-Realism）は、写真を用いて対象を克明に描写する美術の潮流である。ハイパーリアリズム(Hyperrealism)、フォトリアリズム（英: Photorealism）、ニューリアリズム、シャープ・フォーカスなどともいう。1960年代後半から70年代はじめにかけて主としてアメリカ合衆国で起こった。主要な作家にロバート・ベクトル、チャック・クロース、リチャード・エステス、マルコム・モーリーなどがいる。彼らは互いに独立して制作をはじめ、画家としての出発点もそれぞれ異なるが、市民生活や都会風景、一般人の肖像画など、ごくありきたりな主題を写真を用いた機械的な手法（多くは写真をプロジェクターでキャンバスに投射し、エアブラシなどを用いながら転写する手法が用いられる）で克明に写し取る作風において共通している。この手法の結果として、彼らの絵画は写真の平面性を再現した、また感情を廃したものとなる。
彼らが表現するのは、写真というメディアがイメージとして作り出した新しい現実の様相であり、あるいは写真が持つ独特の効果そのものである。1970年代から80年代にかけて多くの批評家から誤解を受けたが、鑑賞者に錯視を起させることを主眼とするいわゆるトリックアートの作品と関連付けるのは誤りである。スーパーリアリズムはポップアートの流れを汲み、また抽象絵画に対する批判として生まれたが、没個性的な表現を追求するという点では前者だけでなく後者とも共通している。またいくつかの点で共通点があるとはいえ、彼らはエドワード・ホッパーなど、アメリカの伝統的な写実主義者とも距離を置こうとした。しかしこの作風が知られるようになった当時は写真の使用などに対して評論家らから強い批判を受け、1972年のドクメンタ5に多くのスーパーリアリズムの作品が出品された際には逆行的な作風として嘲笑の的ともなった。
絵画のほか、人体を型取りしてポリビニールで彫刻を作るドゥアン・ハンソンやジョン・デ・アンドレアらの作品もスーパーリアリズムの範疇に入る。日本ではガラスや生卵といった事物を克明に描写する上田薫などが知られている。

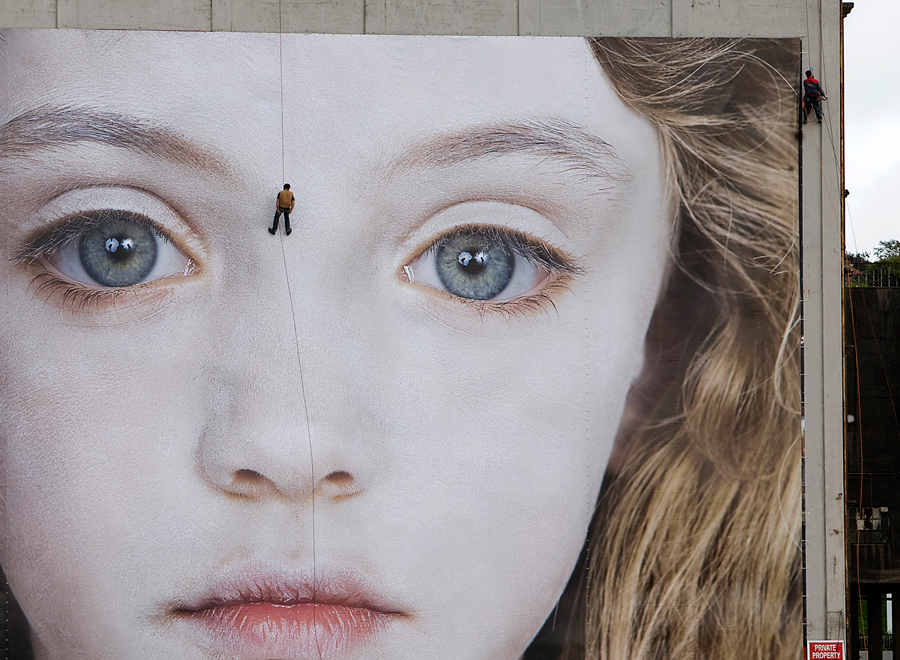
ゴットフリート・ヘルンヴァイン「The Last Child」(2008年)
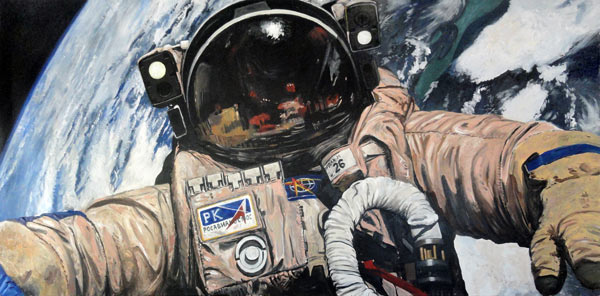
Ricardo André Frantz「The Last Frontier」(2011)
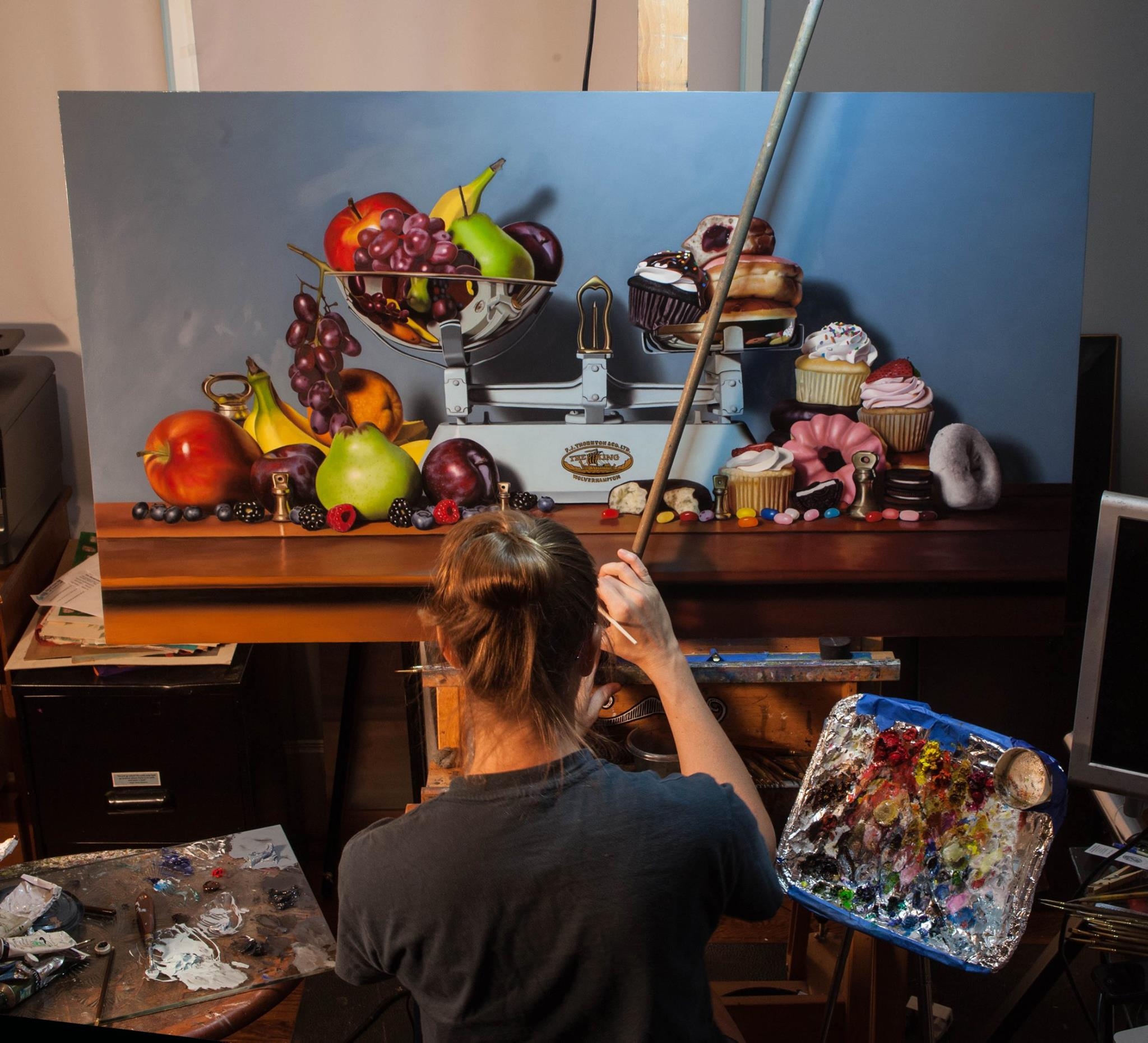
スーザン・ハレルの作品制作する様子